# Помона (Нью-Йорк)
Помона (англ. Pomona) — селище (англ. village) в США, в окрузі Рокленд штату Нью-Йорк. Населення — 3824 особи (2020).

## Географія
Помона розташована за координатами 41°11′21″ пн. ш. 74°3′15″ зх. д. / 41.18917° пн. ш. 74.05417° зх. д. (41.189138, -74.054249).  За даними Бюро перепису населення США в 2010 році селище мало площу 6,21 км², уся площа — суходіл.

## Демографія
Згідно з переписом 2010 року, у селищі мешкали 3103 особи в 1011 домогосподарстві у складі 863 родин. Густота населення становила 500 осіб/км².  Було 1054 помешкання (170/км²).
Расовий склад населення:
| - 66,0 % — білих - 19,1 % — чорних або афроамериканців - 9,3 % — азіатів - 0,2 % — корінних американців - 2,2 % — осіб інших рас |

До двох чи більше рас належало 3,2 %. Частка іспаномовних становила 7,1 % від усіх жителів.
За віковим діапазоном населення розподілялося таким чином: 22,4 % — особи молодші 18 років, 61,7 % — особи у віці 18—64 років, 15,9 % — особи у віці 65 років та старші. Медіана віку мешканця становила 45,5 року. На 100 осіб жіночої статі у селищі припадало 99,2 чоловіків;  на 100 жінок у віці від 18 років та старших — 97,8 чоловіків також старших 18 років.
Середній дохід на одне домашнє господарство  становив 150 564 долари США (медіана — 128 661), а середній дохід на одну сім'ю — 144 455 доларів (медіана — 127 500). Медіана доходів становила 70 938 доларів для чоловіків та 81 429 доларів для жінок. За межею бідності перебувало 8,0 % осіб, у тому числі 13,2 % дітей у віці до 18 років та 0,0 % осіб у віці 65 років та старших.
Цивільне працевлаштоване населення становило 1655 осіб. Основні галузі зайнятості: освіта, охорона здоров'я та соціальна допомога — 30,9 %, фінанси, страхування та нерухомість — 10,4 %, виробництво — 9,7 %, науковці, спеціалісти, менеджери — 9,2 %.